# Glyphodes heliconialis
Glyphodes heliconialis là một loài bướm đêm trong họ Crambidae.